# خول کیلیازی
خول کیلیازی (به لاتین: Khol-Kilyazi) یک منطقه مسکونی در جمهوری آذربایجان است که در شهرستان خیزی واقع شده است.